# Danh sách chuẩn nối video
Dưới đây là danh sách các kết nối vật lý RF và video, và các tiêu chuẩn tín hiệu video liên quan.

## Theo tiêu chuẩn tín hiệu
| Tên chuẩn video                                                    | Năm ra mắt | Kết nối | Kiểu          | Độ phân giải tối đa (X-px × Y-px (i) @ Z-Hz)                                                             | Ứng dụng | Chú ý |
| ------------------------------------------------------------------ | ---------- | --- | ------------- | --- | --- | --- |
| Video tổng hợp                                                     | 1956       | 1 RCA, BNC, TV Aerial Plug, Mini-VGA, DIN 5-chân                                                                               | Tương tự      | 720 × 576i @ 50 720 × 480i @ 59.94                                                                       | Thiết bị điện tử tiêu dùng, bao gồm VCR và LD, 1970-1980 Máy tính gia đình như Commodore VIC-20, 1980-1990 video trình điều khiển game, một vài laptop, vài máy vi tính đơn bo như Raspberry Pi                                  | Sử dụng với hệ màu PAL, NTSC hoặc SECAM. |
| SCART                                                              | 1977       | SCART 21-chân | Tương tự      | 720 × 576i @ 50 720 × 480i @ 59.94                                                                       | Thiết bị điện tử tiêu dùng, Commodore Amiga và các trò chơi điện tử khác | Châu Âu Một giao diện A / V thống nhất cho âm thanh stereo hai chiều, composite video và s-video, và vô hướng RGBS và dữ liệu. Composite và s-video có thể sử dụng mã màu PAL, NTSC hoặc SECAM. Bản mẫu:YPbPr cũng có sẵn trong một số thiết lập không chuẩn thông qua chân RGB.    |
| S-Video (a.k.a. separate video, split video, super-video, and Y/C) | 1979       | 1 Mini-DIN 4-chân, 1 Mini-DIN 7-chân, 1 Mini-VGA, 2 BNC, 2 RCA connectors, 8-pin DIN                                           | Tương tự      | 720 × 576i @ 50 720 × 480i @ 59.94                                                                       | S-VHS, some laptop computers, truyền hình vô tuyến tương tự, 1980-1990 hệ Máy tính gia đình bao gồm Commodore 64, C128 và Atari 8-bit                                                                                            | Mini-DIN 4 chân phổ biến nhất trong các sản phẩm tiêu dùng ngày nay đã ra mắt của JVC 1987 S-VHS. Chuẩn 7-pin mini-DIN thường được sử dụng trên máy tính xách tay. Hỗ trợ hệ màu PAL, NTSC hoặc SECAM. Trường hợp hai kết nối được sử dụng, chúng được gắn nhãn "Chroma" và "Luma". |
| CGA                                                                | 1981       | DE-9 | Số            | 640 × 200 @ 60                                                                                           | IBM PC, PC/XT, PC/AT và hệ tương đương | |
| MDA                                                                | 1981       | DE-9 | Số            | 720 × 350 @ 50, Text                                                                                     | IBM PC, PC/XT, PC/AT và hệ tương đương | |
| HGC                                                                | 1982       | DE-9 | Số            | 720 × 348 @ 50                                                                                           | IBM PC, PC/XT, PC/AT và hệ tương đương | |
| EGA                                                                | 1984       | DE-9 | Số            | 640 × 350 @ 60                                                                                           | IBM PC, PC/XT, PC/AT và hệ tương đương | |
| Amiga video                                                        | 1985       | DB23 | Cả 2, GenLock | 1280 × 400/512 @ 30/25                                                                                   | Commodore Amiga | Tương tự SCART, nhưng cũng bao gồm tín hiệu RGBI kỹ thuật số, đồng hồ Genlock, đồng bộ phức hợp và nguồn + 12 / 5VDC |
| VGA                                                                | 1987       | VGA biến thể bao gồm DE-15/HD-15 (canonical), DE-9, RGB or RGBHV on separate BNC connectors, Mini-VGA, DVI/Mini-DVI/Micro-DVI. | Tương tự      | 2048 × 1536 @ 85                                                                                         | Introduced with IBM x86 machines, but became a universal analog display interface. Display Data Channel was later added to allow monitors to identify themselves to graphic cards, and graphic cards to modify monitor settings. | Successor analog protocols include SVGA, XGA, etc. DVI is a more modern digital alternative. Where BNC is used, available as 3 connectors with Sync on Green, or 5 connector Red / Green / Blue / Horizontal Sync / Vertical sync.                                                  |
| Mac-II/Quadra                                                      | 1987       | DA15F | Tương tự      | 1152 × 870 @ 75                                                                                          | Macintosh | Mac-DA15F and Sun-13W3 were similar in capability to VGA. Some Sun machines used 4 or 5 BNC connectors to transfer video signal. |
| 13W3                                                               | 1990       | DB13W3 | Tương tự      | 1152 × 900 @ 76                                                                                          | Workstations. Sun, SGI et al. | Mac-DA15F and Sun-13W3 were similar in capability to VGA. Some Sun machines used 4 or 5 BNC connectors to transfer video signal. |
| Gigabit Video Interface (GVIF)                                     | 1996       | | Số            | | Automotive | Sony proprietary |
| OpenLDI                                                            | 1998       | MDR36 | LVDS Digital  | | | |
| [[YPbPr\|Bản mẫu:YPbPr]] (a.k.a. component video)                  | 1990s      | 3 RCA or BNC connectors | Tương tự      | 1920 × 1080 @ 60                                                                                         | Consumer electronics | Also referred to as Component video và YUV |
| [[YPbPr\|Bản mẫu:YPbPr]] (a.k.a. component video)                  | 1990s      | Apple-AAUI (D-Terminal) | Tương tự      | 1920 × 1080 @ 60                                                                                         | Consumer electronics | D-Terminal uses voltage levels to signal resolution. |
| Digital Visual Interface (DVI)                                     | 1999       | DVI, Mini-DVI, Micro-DVI | Cả hai        | 2560 × 1600 @ 60 3840 × 2400 @ 33                                                                        | Recent video cards | Almost a ubiquitous computer display link. Uncompressed video only. High-bandwidth Digital Content Protection (HDCP) encryption is optional. |
| Digital Visual Interface (DVI)                                     | 2000       | Apple Display Connector (ADC)                                                                                                  | Cả hai        | 2560 × 1600 @ 60                                                                                         | Apple Inc. Macintoshes and monitors | Proprietary connector designed to combine DVI-I, USB, and monitor power |
| Serial digital interface (SDI)                                     | 2003       | BNC | Digital       | From 143 Mbit/s to 12 Gbit/s, depending on variant. 480i, 576i, 480p, 576p, 720p, 1080i, 1080p, UHDTV1,. | Broadcast video. Variants include SD-SDI, HD-SDI, Dual Link HD-SDI, 3G-SDI, 6G-SDI, 12G-SDI. | |
| High-Definition Multimedia Interface (HDMI)                        | 2003       | 19 pin HDMI Type A/C | Số            | 2560 × 1600 @ 75 4096 × 2160 @ 60 (version 2.0)                                                          | Many A/V systems and video cards (including motherboards with IGP) | High-bandwidth Digital Content Protection (HDCP) encryption is mandatory. |
| DisplayPort                                                        | 2007       | 20-pin (external) 32-pin (internal)                                                                                            | Số            | 2560 × 1600 @ 75 8192 × 4320 @ 60 (version 1.3)                                                          | Apple Inc. Lenovo, HP, and Dell systems and monitors ATI RV670 based graphics cards and NVIDIA G92 graphics cards (both as OEM optional implementations)                                                                         | DisplayPort introduced the 128-bit AES to replace HDCP. DisplayPort version 1.1 added support for HDCP. |
| DiiVA                                                              | 2008       | 13-pin | Số            | 2560 × 1600 @ 75 4096 × 2160 @ 24                                                                        | A/V systems | High-bandwidth Digital Content Protection (HDCP). |
| HDBaseT                                                            | 2010       | 8P8C | Số            | 4096 × 2160 @ 24                                                                                         | A/V systems, data at 10.2 Gbit/s, power up to 100 watts | |
| CoaXPress                                                          | 2010       | BNC connector, DIN 1.0/2.3 | Số            | | Machine vision and industrial cameras | Supports 20.83 Mbit/s uplink channel and power over the same coaxial cable |
| Mobile High-Definition Link (MHL)                                  | 2010       | 5 pin | Số            | 1920 × 1080 @ 60 3840 × 2160 @ 30 (version 3.0)                                                          | Connecting mobile devices to TVs | Supports High-bandwidth Digital Content Protection (HDCP) |